# 石臼湖特大橋
石臼湖特大橋是中國江蘇省南京市石臼湖上的一座公路铁路两用桥，全長12.6172公里，是中國最长的跨湖桥梁，2014年11月30日全线貫通。
兩側南京至高淳新通道公路于2015年10月31日通车，公路設計時速80公里，部分路段限速60公里；中間南京地铁S9号线輕軌鐵路橋于2017年12月31日通车，设计时速为120公里，实际限速70公里。

## 設計
石臼湖特大橋汽车荷载等级为公路-I级，桥梁全宽为42.8米，分左右幅设计，中间的南京地铁S9号线鐵路橋净宽17.3米。為保障轨道运营安全，全线轨道桥纵面高于公路桥半米左右，公路桥设置两处中分带开口，公路桥与轨道桥在中分带开口处纵面保持一致实现平交，提升大桥的应急能力。
因路线纵面受限于航道和桥面携帶悬浮物、石油类和有机物的污水的收集处理，湖区纵断面线形总体呈M型，在航道处采错孔布置，主桥主跨采130米的变截面连续梁，引桥标准跨采30米跨径装配式预制预应力组合箱梁，橋上每隔3米設一個排水孔，共設8540個，通过收集式泄水管将雨水排至在两处最低的变坡点设置的雨水调蓄池處理，在路肩积水过深时污染物含量下降，此时过量的雨水通过高出桥面3厘米的泄水孔排到桥下。